# Wiktor Bondarienko
Wiktor Iwanowicz „Bondas” Bondarienko, ros. Виктор Иванович Бондаренко (ur. 13 czerwca 1949, Rosyjska FSRR) – rosyjski piłkarz, grający na pozycji obrońcy, a wcześniej pomocnika lub napastnika, trener piłkarski.

## Kariera piłkarska

### Kariera klubowa
W 1968 rozpoczął karierę piłkarską w wojskowym klubie SKA Rostów nad Donem, w którym występował przez 7 lat. W 1975 przeszedł do Lokomotiwu Moskwa, ale nie rozegrał żadnego meczu i w następnym roku odszedł do Daugavy Ryga. Po zakończeniu sezonu powrócił do SKA Rostów nad Donem. W 1979 zakończył karierę piłkarską.

## Kariera trenerska
Po zakończeniu kariery zawodniczej rozpoczął pracę szkoleniową. Na początku lat 80. ukończył Wyższą Szkołę Trenerską i od 1982 pomagał trenować SKA Rostów nad Donem. Przez Komitet Sportowy zaprzyjaźnionych armii otrzymał ofertę pracy z Mozambiku. Pomimo faktu, że kraj był w stanie wojny, zgodził się pracować tam, a w drugim roku zdobył mistrzostwo kraju z klubem Matchedje Nampula. W latach 1988–1991 ponownie pracował w SKA Rostów nad Donem na stanowiskach dyrektora, asystenta i głównego trenera klubu. Od 1991 pracował w Afryce. Najpierw prowadził kluby z Mozambiku Matchedje Nampula i CD Costa do Sol oraz reprezentację Mozambiku. Potem południowoafrykańskie kluby Orlando Pirates, Moroka Swallows FC, Bush Bucks i Mamelodi Sundowns FC. W 2004 roku pracował jako asystent oraz główny trener moskiewskiego Dinamo, a pod koniec 2005 roku przez trzy miesięcy prowadził egipski Ismaily SC. W 2006 roku po raz drugi kierował SKA Rostów nad Donem. Od listopada 2008 do lipca 2009 trenował angolski klub CD Primeiro de Agosto. W grudniu 2009 roku został zaproszony na stanowisko trenera w klubie Kabuscorp SC ze stolicy Angoli Luanda. W lecie 2010 roku współpraca między stronami została zawieszona, ale w styczniu 2011 roku Bondarienko ponownie podpisał kontrakt z klubem

## Sukcesy i odznaczenia

### Sukcesy trenerskie
- 3-krotny mistrz Mozambiku: 1987 (z Matchedje Maputo), 1993, 1994 (z Costa do Sol)
- 3-krotny zdobywca Pucharu Mozambiku
- wicemistrz RPA
- brązowy medalista Mistrzostw RPA
- zdobywca Afrykańskiej Ligi Mistrzów: 1995 (z Orlando Pirates)
- finalista Afrykańskiej Ligi Mistrzów: 2001 (z Mamelodi Sundowns)
- zdobywca Afrykański Super Puchar: 1996 (z Orlando Pirates)
- zdobywca Pucharu Afryki

### Sukcesy indywidualne
- 2-krotny najlepszy trener Mozambiku oraz jednorazowo najlepszy trener RPA

### Odznaczenia
- tytuł Mistrza Sportu ZSRR: 1971